# Huron (Kansas)
Huron è un comune degli Stati Uniti d'America, situato nello Stato del Kansas, nella contea di Atchison.